# Willard S. Boyle
Willard Sterling Boyle, född 19 augusti 1924 i Amherst, Nova Scotia, död 7 maj 2011 i Wallace, Nova Scotia, var en kanadensisk fysiker, som tilldelades Nobelpriset i fysik 2009 "för uppfinningen av en avbildande halvledarkrets – CCD-detektorn" – CCD-sensorn, som har blivit ett elektroniskt öga inom nästan alla fotograferingsområden".
Boyle arbetade vid Bell Laboratories, där han var kollega med George E. Smith som han delade halva Nobelpriset med. Den andra halvan tilldelades Charles K. Kao. Han var pionjär inom laserteknik och meduppfinnare av den laddningskopplade enheten. Som chef för rymdvetenskap och undersökande studier vid Bell Labs dotterbolag Bellcomm hjälpte han till att välja månlandningsplatser och gav stöd till Apollos rymdprogram.

## Biografi
Boyle var son till en läkare och flyttade till Quebec med sin far och mor Bernice när han var mindre än två år. Han undervisades i hemmet av sin mor fram till fjorton års ålder, då han började på Montreals Lower Canada College för att slutföra sin gymnasieutbildning.
Boyle studerade vid McGill University, men utbildningen avbröts 1943, när han gick med i Royal Canadian Navy under andra världskriget. Han lånades ut till Royal Navy, där han lärde sig att landa Spitfires på hangarfartyg. Han tog en kandidatexamen 1947, en magisterexamen 1948 och en doktorsexamen 1950, alla vid McGill University.
Som pensionär delade Boyle sin tid mellan Halifax och Wallace, Nova Scotia. I Wallace hjälpte han till att starta ett konstgalleri tillsammans med sin hustru Betty, som var landskapsmålare. Han var gift med Betty sedan 1946 och fick fyra barn, 10 barnbarn och 6 barnbarnsbarn. Under sina sista år led Boyle av njursjukdom, och på grund av komplikationer från denna dog han på ett sjukhus i Nova Scotia den 7 maj 2011.

## Karriär
Efter att ha doktorerat tillbringade Boyle ett år på Canada's Radiation Lab och två år som lärare i fysik vid Royal Military College of Canada.

### Bell Labs
År 1953 började Boyle arbeta vid Bell Labs där han 1962 uppfann den första kontinuerligt fungerande rubinlasern tillsammans med Don Nelson. Den kallades i det första patentet för en halvledarinjektionslaser. Han blev chef för rymdvetenskapliga och utforskande studier vid Bell Labs dotterbolag Bellcomm 1962, som gav stöd till Apolloprogrammet och hjälpte till att välja landningsplatser på månen. Han återvände till Bell Labs 1964 och arbetade då med utveckling av integrerade kretsar.

### Uppfinning av laddningskopplad enhet
År 1969 uppfann Boyle och George E. Smith den laddningskopplade enheten (CCD), för vilken de gemensamt har fått Franklin Institutes Stuart Ballantine-medalj 1973, IEEE Morris N. Liebmann Memorial Award 1974, Charles Stark Draper-priset 2006 och Nobelpriset i fysik 2009.  CCD gjorde det möjligt för NASA att sända klara bilder av jorden tillbaka från rymden. Den är också teknologin som är kärnan i många digitalkameror i dag. Smith sa om deras uppfinning: "Efter att ha gjort de första bilderna visste vi med säkerhet att kemifotografering var död." Eugene Gordon och Michael Francis Tompsett, två pensionerade kollegor från Bell Labs, hävdade att CCD-applikationen för fotografi inte uppfanns av Boyle. Boyle var verkställande forskningschef för Bell Labs från 1975 till sin pensionering 1979.

## Utmärkelser
- Stuart Ballantine-medaljen,  1973[9]
- IEEE Morris N. Liebmann Memorial Award,  1974[10]
- Edwin H. Land-medaljen,  2001[11]
- National Inventors Hall of Fame,  2006[12]
- Charles Stark Draper-priset,  2006
- Nobelpriset i fysik, med  Charles K. Kao och George E. Smith,  2009[13][14]
- Great Immigrants,  2010[15]
- Companion av Kanadaorden

[Redigera Wikidata]